# یواس‌اس آریس (۱۸۶۳)
یواس‌اس آریس (۱۸۶۳) (به انگلیسی: USS Aries (1863)) یک کشتی بود که طول آن ۲۰۱ فوت (۶۱ متر) بود. این کشتی در سال ۱۸۶۲ ساخته شد.